# Liam Rush
Liam Rush (Broome, 29 gennaio 1982) è un ex cestista australiano.

## Palmarès
- Campionato svedese: 2

Sundsvall Dragons: 2008-2009, 2010-2011